# Giulio Andreotti
Giulio Andreotti (Róma, 1919. január 14. – Róma, 2013. május 6.) olasz politikus, író és újságíró.
Az Olasz Kereszténydemokrata Párt egyik vezéregyénisége volt. Az olasz politikai élet főszereplője az 1950-es évek és 1990-es évek között.
Örökös szenátor 1991 óta, a legtöbbször megválasztott olasz politikus, csak 1948-1953 között (amikor Alcide De Gasperi megelőzte őt a listán) és 1963-1968 (ekkor Aldo Moro volt előbb a listán) között nem választották meg.
Andreotti töltötte be Olaszország történelmében legtöbbször a miniszterelnöki és miniszteri tisztségeket. Az alábbi tisztségeket töltötte be:
- Hétszer volt miniszterelnök: Többek közt az 1976-1978 közötti kommunisták távolmaradásával fémjelzett „nem-bizalmatlansági” és az 1978-1979 közötti „nemzeti szolidaritási” kormány miniszterelnöke volt, amit Aldo Moro meggyilkolásának emlékére hoztak létre.
- Huszonhétszer töltött be miniszteri tisztséget:
  - Nyolcszor volt honvédelmi miniszter
  - Ötször volt külügyminiszter
  - Háromszor volt gazdaságban állami részvételért felelős miniszter
  - Kétszer volt, pénzügy-, költségvetési és gazdasági, ipari, kereskedelmi és kézművesipari miniszter
  - Egyszer volt kincstárügyi, belügy-, kulturális javakért felelős – és politikai kommunikációért felelős miniszter.[1]

1945 és 2013 között folyamatosan tagja volt az olasz törvényhozásnak: Először a Nemzetgyűlés, később 1948-tól a Camera dei deputati, 1991-től az szenátus (Senato della Repubblica) tagja haláláig.
1999-től haláláig számos alkalommal nyomozás indult ellene a maffiával való kapcsolatai miatt. 2003. május 2-án a Palermói Fellebbviteli Bíróság elítélte „per concorso esterno in associazione mafiosa” (külső közreműködés maffia jellegű társulásban) miatt. A Semmitőszék kifejezett együttműködésről beszélt a Cosa Nostra vezetőségével egészen 1980 tavaszáig, míg a későbbi időszakra vonatkozóan nem állt meg a vád. Az 1980-ig tartó együttműködéssel megvalósított bűncselekmény ugyanakkor az ítélet megszületésekor már elévült.

## Élete

### Gyermekkora és iskolái
Andreotti Rómában született, szülei Segni városból származtak. Kétéves volt, amikor édesapja meghalt, 2 testvére volt: egy bátyja és egy nővére, nővére akkor hunyt el, amikor felvették egyetemre. A római Liceo Torquato Tasso-ban érettségizett. Ezt követően felvették a Római La Sapienza Egyetem jogtudományi karára. Egyetemi tanulmányai folytatása mellett a pénzügyi hatóságnál dolgozott asszisztensként, hogy kevés jövedelméből bátyját és őt felnevelő édesanyját anyagilag támogassa.
1941-ben színjeles diplomát szerzett a jogtudományi karon.

### Politikai karrierjének kezdete
Már egyetemi tanulmányai alatt tagja volt az Olasz Katolikus Egyetemi Hallgatók Szövetségének (FUCI), amely az egyetlen olyan katolikus szervezet volt, amit a fasizmus alatt nem tiltottak be. Itt ismerkedett meg Alcide De Gasperivel.
„Éppen tengerészeti jogot tanultam, bementem az egyetemi könyvtárba, ahol egy könyvtáros megkérdezte tőlem, hogy »Nincs magának jobb dolga ennél?« Hezitáltam egy kicsit. Pár nappal később hívott engem Spataro, aki pár évvel azelőtt újjászervezte az Olasz Kereszténydemokrata Pártot. Később újra összefutottam azzal a könyvtárossal, aki azt mondta: »De Gasperi a nevét akarja tudni«. De Gasperit még nem ismertem, ő mondta nekem hogy »gyere hozzánk dolgozni«. Szóval akkor kezdtem el, úgyhogy nem sok közöm volt ehhez. De ahogy azt tudni illik, a politika egy olyan gépezet, amit ha egyszer elkezd az ember, többé nem tudja abbahagyni.”
1943-ban részt vett a Camaldoli-kódex szerkesztésében, amely a második világháború után a kereszténydemokrata kormányok alapvető célkitűzései tartalmazta. Tagja lett az illegálisan megjelenő Il Popolo napilap szerkesztőségének. 1944. július 30-án a nápolyi kongresszuson megalakult hivatalosan is a kereszténydemokrata párt, augusztusban pedig a párt ifjúsági szervezete, melynek 1944-1948 között titkára volt.

### Az Alkotmányozó Nemzetgyűlés tagja és az első kormányzati felelőssége
Alcide De Gasperinek köszönhetően jelent meg a politikai életben: 1945-ben a Nemzetgyűlés tagja lett, 1946-ban az új alkotmány előkészítésére létrehozott Alkotmányozó Nemzetgyűlés (Assemblea costituente) tagja lett. Ők ketten egymást véletlenül ismerték meg a Vatikáni Apostoli Könyvtárban, ahol De Gasperi könyvtáros volt, aki azért dolgozott a Vatikánban, hogy elkerülje a fasiszta rendszer esetleges büntetéseit.
Andreotti hamarosan a Negyedik De Gasperi-kormány tagja lett, 1948-ban megválasztották képviselőnek az Olasz Képviselőházba, Róma-Latina-Viterbo-Frosinone választókerület képviselője volt. Az 1980-as évekig ez a választókerület volt a fellegvára.
Andreotti a további De Gasperi kormányok és a Pella-kormány alatt a Miniszterelnökség államtitkára volt. 1952-ben Andreotti a Római helyhatósági választások előtt kihasználva diplomáciai és a FUCI (Olasz Keresztény Egyetemi Hallgatók Szövetsége) elnöki tisztségét, – De Gasperivel és Montinivel ellentétben – sikerült rábeszélnie XII. Piusz pápát hogy mondjon le a „Sturzo műveletről” (amely felvetette egy neofasisztákkal kötendő választási koalíció ötletét).

### 1950-es és 1960-as évek
1954-ben töltött be először miniszteri tisztséget: az Első Fanfani-kormány belügyminisztere volt, majd Adone Zoli kormányában pénzügyminiszter volt 1958 augusztusáig, amiről lemondott mert a Giuffré-ügyben nem tett megfelelő lépéseket a pénzügyi csalás megszüntetésére. A vádak alól azonban egy parlamenti vizsgálóbizottság felmentette.
Ez egy banki csalási ügy volt, aminek lényege volt hogy egyházi hivataloknak nyújtott anyagi segítséget, a második világháborúban megsérült templomok és egyházi épületek újjáépítésére. Giambattista Giuffré egy imolai bank alkalmazottjaként kezelte ezeket a befektetéseket. Befektetést nyújtott azonban a Romagnai magánszemélyeknek is biztosított, 70% és később 100%-os kamattal. Később kiderült, hogy Giuffré a Ponzi-rendszernek megfelelő pilótajátékot folytatott.
Andreottit egy másik nyomozóbizottság 1961-1962 között elmarasztalta a fiumicinói repülőtéren zajló építkezésekkel kapcsolatos szabálytalanságok miatt. Ezekben az években kezdett felemelkedni a kereszténydemokraták Andreottit támogató szárnya, akik 1952-ben – a Vatikán jóváhagyásával – meghiúsították Luigi Storzo választási listán való szereplését. Ez a szárny az egyházi,jobboldali szellemiségű személyekből áll.
Így tudták eltávolítani a De Gasperi vezette szárnyat a pártvezetés éléről. Az Andreotti vezette szárnynak sikerült eltávolítani Alcide De Gasperit a miniszterelnöki pozícióból és a pártvezetésből is. Az 1960-as évek elején honvédelmi miniszter volt, amikor kirobbant a SIFAR-botrány (Olasz Katonai Hírszerzés), amit a L'Espresso című hetilap robbantott ki. Egy állítólagos neofasiszta katonai puccsot tervezett Giovanni De Lorenzo a csendőrség parancsnoka és az Olasz Szociális Mozgalom képviselője.
Andreotti feladatnak kapta, hogy a SIFAR-botrány dokumentumait semmisítse meg. A hírszerzés ugyanis kompromittáló dokumentumokat tartalmazott vezető olasz politikusokról. Egyesek később azzal vádolták Andreottit, hogy a megsemmisítés előtt lemásoltatta a dokumentumokat és a másolatokat elküldte a P2-páholy részére, annak ellenére hogy a parlamenti nyomozóbizottság elrendelte a dokumentumok elégetését Fiumicinóban.
1968-ban kinevezték a Olasz Kereszténydemokrata Párt Olasz Képviselőházi frakcióvezetőjének, ezt a tisztséget 1972-ig töltött be.

### 1970-es évek: Andreotti miniszterelnöksége

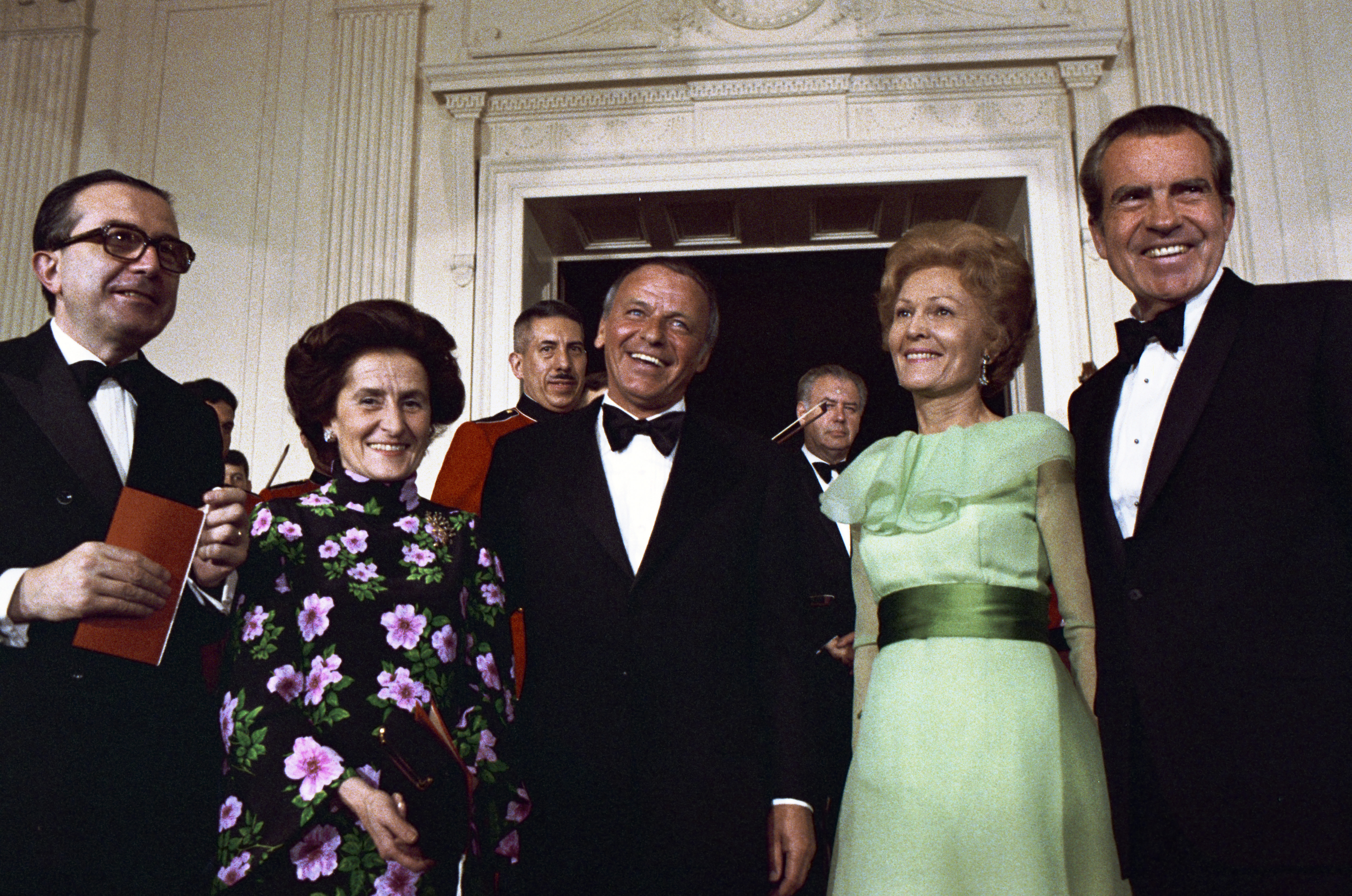
Andreotti 1973-as látogatása a Fehér Házban.

1972-ben lett először miniszterelnök, ezt a tisztséget először 1973-ig töltött be. 1974-ben ismét honvédelmi miniszter lett, ekkor készítette vele Massimo Caprara az Il Mondo hetilap újságíró az interjúját. Ebben elismerte, hogy Guido Giannettini – aki neofasiszta szellemiségűként az MSI híve volt és ő volt a felelős az 1969-ben Piazza Fontanan elkövetett merényletért – a katonai hírszerzésnek dolgozott. 1974 és 1976 között költségvetési és gazdasági programért felelős miniszter volt a 4. és 5. Moro-kormányban.

### A „nem-bizalmatlansági” és „nemzeti szolidaritási” kormány
1976-ban az Aldo Moro vezette kormány elvesztette a szocialisták támogatását a parlament két házában, emiatt előrehozott választásokat kellett kiírni.A kereszténydemokraták nyertek a választásokon, de az Olasz Kommunista Párt nagyon megerősödött, addigi történelmének legjobb eredményét érve el, a legfőbb ellenzéki párttá vált, Enrico Berlinguer főtitkárral az élén. Ezt követően Berlinguer javaslatot tett a „történelmi kiegyezésre”, hogy kereszténydemokrata-kommunista koalícióval egy stabil kormányzás jöjjön létre, ezt a kereszténydemokrata részről Aldo Moro és Amintore Fanfani támogatták. Ezzel a gazdasági válságot és a mindennapossá vált terrorizmust akarták kezelni.
Erre a feladatra Andreotti lett kiválasztva kereszténydemokrata részről, 1976 júliusában ismét miniszterelnök lett a Harmadik Andreotti-kormány élén. Ezzel létrejött a „bizalmas”kormány, hiszen a kormányban a kereszténydemokratákon és az MSI párton kívül nem volt más párt. A szocialisták és kommunisták ellenzékbe kerültek, ők adták ezt a nevet a kormánynak. Andreotti a kormányt a nemzeti szolidaritási kormánynak nevezte. Ez a kormány 1978 januárjában bukott el. Márciusban Aldo Moróval új kormány jött létre, amely ígéretet tett egy a történelmi kiegyezésre, amellyel egy ugyancsak tisztán kereszténydemokrata kormányzat jött volna létre, de a kommunisták szavazatára is számított immáron (ez ellen csak az Olasz Szociális Mozgalom, Olasz Liberális Párt és a Déltiroli Német Néppárt szavazott.) A kormány 1978. március 16-án jött létre, pont aznap rabolták el Aldo Morót a Vörös Brigádok terrorszervezet.
A drámai körülmények miatt a kormányt a „nemzeti-szolidaritási” kormánynak nevezték, a kommunisták javaslatára. Tették annak ellenére, hogy Andreotti elutasított mindennemű követelést a baloldaltól (csökkentette a miniszterei számát, beleértve néhány pártonkívüli minisztert is, kivéve Antonio Bisaglia és Carlo Donat Cattin minisztereket, akik nyíltan ellenezték a „nemzeti szolidaritási” kormányt.)
Andreotti szerepe Moro elrablásában ellentmondásos: Elutasított mindenféle tárgyalást a terroristákkal államérdekből, Moro családja azzal vádolta őt, hogy valójában részt vett Moro elrablásában.
Moro az emlékirataiban keményen elítélte Andreottit, amiért nem volt hajlandó tárgyalni a terroristákkal. Moro megölése után 1978 májusában folytatódott tovább a „nemzeti-szolidaritás” kormánya. Ennek keretében jóváhagytak olyan fontos törvényeket, mint az egészségügyi reformot. A kommunisták azon követelését, hogy aktívabban szerepet tudjanak vállalni a kormány munkájába, azt a kereszténydemokraták elutasították. Ezt követően Andreotti 1979 júniusában lemondott.

### 1980-1992
1983-ban Bettino Craxi első szocialista kormányának külügyminisztere lett, ezt a tisztségét 1989-ig töltötte be. Külügyminisztereként támogatta az Egyesült Államok és Szovjetunió közötti párbeszédet.
A kormányon belül gyakori nézeteltérések voltak Craxival, azonban Andreottival a kereszténydemokraták megtartották befolyásukat. A sajtó ekkoriban a Craxi szocialista miniszterelnök, Andreotti külügyminiszter és Arnaldo Forlani – miniszterelnök-helyettes, majd a kereszténydemokrata párt főtitkára – fémjelezte CAF-trió.
Ebben az időben, 1990-ben hagyták jóvá a Mammí-törvényt, amely a televíziós reklámokat szabályozta (kedvezve ezzel a magántelevíziókat tulajdonoló Silvio Berlusconi vállalkozónak.)
1991-ben örökös szenátorrá nevezte ki Francesco Cossiga akkori köztársasági elnök.1992-ben lemondott miniszterelnöki tisztéről.

### Örökös szenátori ideje
1992-ben Andreotti volt az egyik legesélyesebb jelölt köztársasági elnöknek, miután 1992 áprilisában lemondott Francesco Cossiga. Azonban ez az esély szertefoszlott két okból: 1992. március 12-én szitává lőtték a Cosa Nostra maffiózói, Salvo Lima Palermo egykori kereszténydemokrata polgármesterét, aki éppen Andreottival készült találkozni. 1992 májusában a Palermót Trapanival összekötő autópályán merényletet követtek el Giovanni Falcone maffia ügyeiben nyomozó bíró, felesége és kísérete ellen, akik a helyszínen meghaltak.
Így más nevek is szóba kerültek: Giovanni Spadolini a Szenátus akkori elnöke és Oscar Luigi Scalfaro, akit végül megválasztották köztársasági elnöknek, a baloldal szavazatával együtt. 1993. március 27-én beidézte Andreottit a palermói Ügyészség, azzal vádolva, hogy közreműködött a Cosa Nostrával Lima megölésében. A Szenátus pedig jóváhagyta, hogy az ügyészség eljárást indítson ellene a maffiával való 1980-ig tartó állítólagos személyes kapcsolatai ellen.
Ugyanebben az évben néhány bűnbánó vallomása nyomán eljárást indított ellene a perugiai ügyészség, azzal vádolták, hogy ő volt a megbízó Mino Pecorelli újságíró 1979-es megölésében. Az ügyben a Legfelsőbb Bíróság felmentette őt 10 évvel később. 1993 októberében ő lett az igazgatója a Vatikán havi magazinjának a 30 giorni nella Chiesa e nel Mondo. 1994-ben megszűnt az Olasz Kereszténydemokrata Párt, ekkor átment az Olasz Néppárthoz, 2001-ben a Margaréta-párt tagja lett.
2006 májusában bizalmat szavazott a balközép Romano Prodi második kormányának.

## Bírósági ügyei

### Kapcsolata a Cosa Nostrával
Andreottit a Palermói Bíróság bűnszerzetben való részvétellel vádolta, 1999. október 23-án hirdette ki az első fokú ítéletében a bíróság bizonyítékok hiányában felmentette, a palermói Fellebbviteli Bíróság is felmentette a vádak alól 2003. május 2-án. A bíróság azzal vádolta, hogy 1980-ig aktív kapcsolatot ápolt a szicíliai Cosa Nostra maffiaszervezettel. A Fellebbviteli Bíróság azzal vádolta, hogy „a vádlott valódi, barátságos és stabil elérhetőséget biztosított a maffia tagoknak 1980-ig”.
A Palermói Ügyészség kihallgatta 1993. május 19-én Francesco Stramandino csendőrt, aki beismerte, hogy 1985-ben részt vett egy találkozón, amin Andreotti külügyminiszterként találkozott Andrea Manciaracina maffiafőnökkel. Stramandino Andreotti biztonságáért felelt akkor. Manciaracina pedig Totó Riina bizalmi embere volt akkoriban.

### Pecorelli-gyilkosság
1979. március 20-án megölték Mino Pecorellit az Osservatorio Politico nevű politikai hetilap igazgatóját. A nyomozóhatóság szerint Andreotti volt a gyilkosság megbízója. Pecorelli – aki már számos Andreotti számára kínos cikket írt: mint például a SIFAR-botrányban való érintettsége – éppen a kereszténydemokraták illegális pártpénzeiről és Aldo Moro elrablásával és megölésével kapcsolatos titkokról készült sajtókampányt indítani.
Különösen, hogy az újságíró politikai kapcsolatot vélt felfedezni az 1974-es olajbotrányban, amikor kiderült, hogy a meghatározó olasz pártok kenőpénzeket kaptak a nemzeti gázszolgáltatótól az ENEL-től, amiről az újságban a címlapon Andreotti fényképével számolt be . Később a bűnbánó Tomasso Buscetta beismerte, hogy Gaetano Badalamenti, azaz „don Tano” mesélte neki, hogy a „...gyilkosságot a Salvo unokatestvérek követték el Giulio Andreotti megbízásából”. Aki attól félt, hogy Pecorelli olyan cikkeket fog megjeleníteni, amely tönkreteheti politikai karrierjét.
1999-ben a Perugiai Büntetőbíróság felmentette a vádak alól. 2002. november 17-én a Fellebbviteli Bíróság első fokon 24 év szabadságvesztésre ítélte Andreottit és Badalamentit. Andreottit gyilkosságra való felbujtásban találták bűnösnek. 2003-ban a Legfelsőbb Bíróság felmentette a vádak alól és megszüntette az eljárást.

## Film
Giulio Andreotti életét dolgozza fel Paolo Sorrentino A megfoghatatlan című filmje.